# Pieve Porto Morone
Pieve Porto Morone (lombardul: Piev Porta Murón) település Olaszországban, Lombardia régióban, Pavia megyében. Lakosainak száma 2561 fő (2023. január 1.). Pieve Porto Morone Arena Po, Castel San Giovanni, Costa de’ Nobili, Santa Cristina e Bissone, Zerbo, Badia Pavese, Monticelli Pavese és Sarmato községekkel határos.

## Népesség
A település lakossága az elmúlt években az alábbi módon változott:
| Lakosok száma | 2634 | 2670 | 2561 |
|               | 2017 | 2018 | 2023 |

## Híres személyek
- itt született Ambrogio Pelagalli (1940–2024) olasz labdarúgó, olimpikon